# A.S.D.C. Canelli
Associazione Sportiva Dilettante Calcio Canelli là một câu lạc bộ bóng đá Ý đến từ Canelli, Piedmont.

## Lịch sử
Đội được thành lập vào năm 1922.
Câu lạc bộ đã đạt được sự quan tâm quốc gia vào năm 2004 sau khi ký hợp đồng với hai cựu tuyển thủ Ý, Gianluigi Lentini và Diego Fuser, người vẫn ở lại câu lạc bộ cho đến năm 2008. Canelli được thăng hạng từ giải đấu Eccellenza khu vực năm 2005/2006 và lần đầu tiên chơi ở Serie D sau 38 năm. Tuy nhiên, đội đã xuống hạng trở lại Eccellenza sau khi kết thúc thứ 16 tại Serie D và thua trong trận playoff xuống hạng.

## Màu sắc và huy hiệu
Màu sắc của câu lạc bộ là màu xanh và trắng.